# Rainer Dilcher

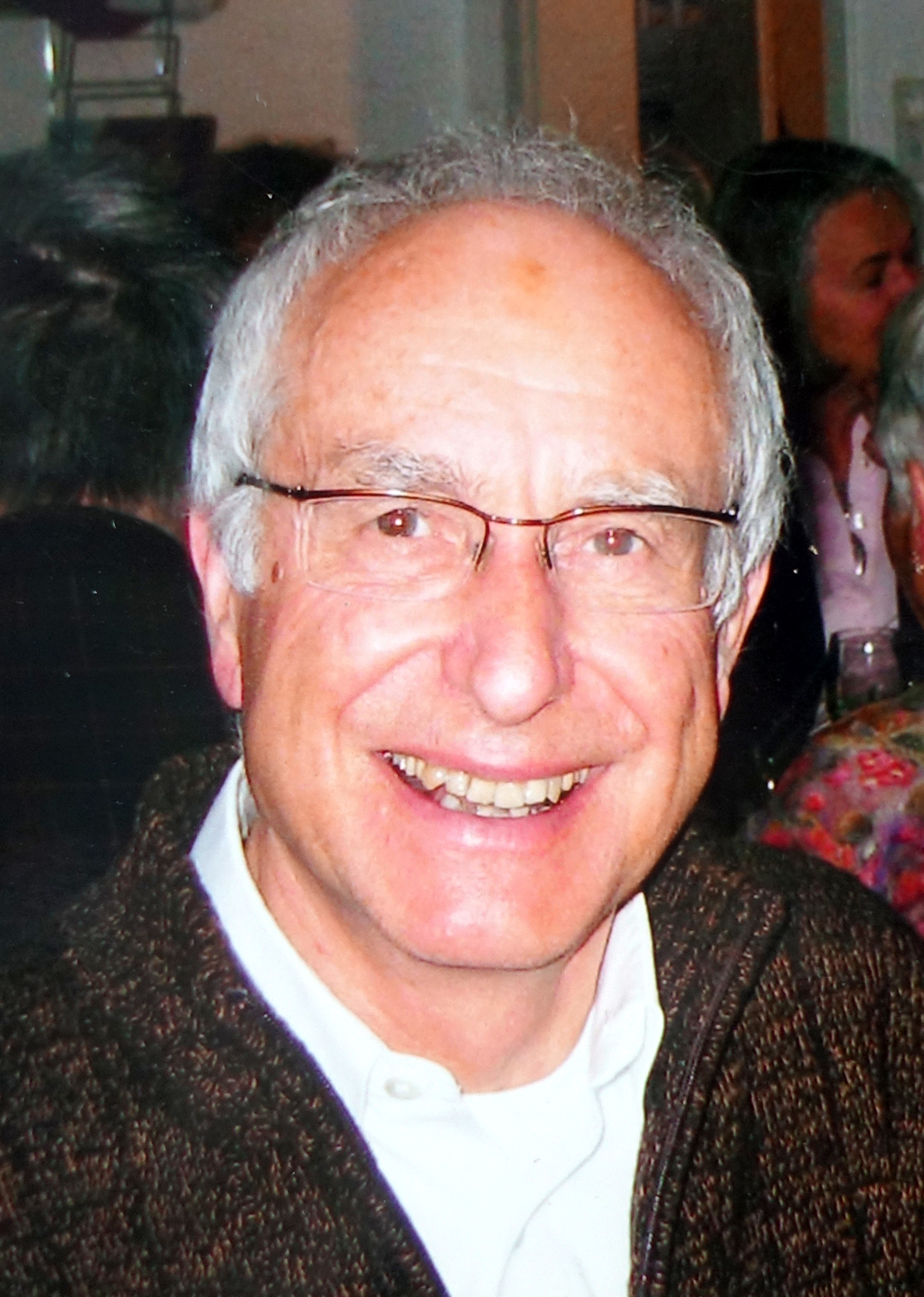
Rainer Dilcher 2005

Rainer Dilcher (* 16. November 1935 in Frankfurt am Main) ist ein deutscher Stadtplaner und Hochschullehrer a. D.

## Leben
Dilcher lebte bis 1950 im Kleinwalsertal in den Allgäuer Alpen und trat 1955 und 1957 bei der „Universiade“ in Sarajevo (1955) und Oberammergau (1957) für die Bundesrepublik Deutschland an. Nach dem Abitur 1953 an der Oberrealschule in Oberstdorf studierte er von 1954 bis 1962 Architektur an der TH Darmstadt, erwarb den Diplom-Ingenieur im Jahr 1962 und wurde zum Dr.-Ing. promoviert. Dilchers Doktorarbeit widmete sich einer neuen interdisziplinär ausgerichteten Ausbildung von Städtebauern und Stadtplanern.
Dilcher wirkte bis 1966 als Mitarbeiter von Professor Max Guther im Planungsbüro Garath am Entwurf des neuen Stadtteils Düsseldorf – Garath mit. Von 1966 bis 1976 war Dilcher als wissenschaftlicher Assistent bei der Betreuung von Studierenden und später als Forschungsassistent am Lehrstuhl für Städtebau und Siedlungswesen. Von 1976 bis 1982 arbeitete Dilcher im Dezernat Soziales, Jugend und Wohnungswesen der Stadt Frankfurt am Main als Leiter des Planungsstabes Sozialplanung. Von 1982 bis 2001 lehrte, plante und forschte Dilcher als Professor für Sozialplanung und Wohnungswesen an der Fachhochschule Frankfurt am Main, der University of Applied Sciences.
Er vertrat als Professor an der Frankfurt University of Applied Sciences die Fächer Sozialplanung und Wohnungswesen. Dilcher steht in einer sozialdemokratisch orientierten Wohnungsbautradition (Gartenstadt, Bauhaus, Ernst May: „Bei nicht vermehrbaren Gütern versagt der Markt“) und für eine interdisziplinäre Orientierung städteplanerischer Prozesse. Dies drückte sich bereits in der Wahl seiner Professoren (Max Guther und Manfred Teschner), sowie einer Arbeitspraxis aus, die durch die Zusammenarbeit mit Verkehrsplanern, Soziologen, Psychologen und Sozialarbeitern geprägt war. Seine Zwischenstellung zwischen Sozialplanung und Architektur-Stadtplanung bildete Dilchers interdisziplinäres Fundament.
Nach Eintritt in den Ruhestand betätigte er sich bis 2016 als Berater und Planer für Kommunen verschiedener Bundesländer im Bereich der sozialen Stadtentwicklung. Dilcher lebt heute in Darmstadt.

## Familie
Als Sohn einer Bildhauerin, die u. a. in der Gemeinde Mittelberg eine Gedenktafel für Leo Müller errichtete und des Gymnasiallehrers Fritz Dilcher heiratete Dilcher 1965 Ursula Hamacher († 5. August 2002). Das Ehepaar hat zwei erwachsene Söhne.

## Beruf

### Planungstätigkeit
Seit 1976 leitete Dilcher den neu gegründeten Planungsstab Sozialplanung bei der Stadt Frankfurt am Main, die aus Fachkräften aus der Dezernate Soziales, Jugend und Wohnungswesen bestand. Die Planung war direkt unterhalb der Dezernatsebene angesiedelt. Die Planungsgruppe war Teil einer dezernatsübergreifenden Arbeitsgruppe mit dem Auftrag, die Sanierung des Frankfurter Stadtteils Bockenheim planerisch zu betreuen (Sanierung Bockenheim, 1978).
Getragen durch die Planungsgruppe entstanden in dem Zeitabschnitt 1976 – 1982 eine Reihe von Planwerken. Diese wurden vom Dezernat Soziales, Jugend und Wohnungswesen der Stadt Frankfurt am Main herausgegeben. Dazu gehören der Jugendplan der Stadt Frankfurt am Main (1987); der dritte Kommunale Altenplan (1981); die Planung für die Ambulanten und Mobilen Dienste für ältere Menschen in Frankfurt am Main; die Planung für die Jugendarbeit Frankfurter Vereine; und der Behindertenplan.

### Forschung
Dilchers besonderes Interesse galt bereits in seinem Architekturstudium dem Städtebau und der Stadtplanung. Das Thema Interdisziplinarität spielte auf Grund von Guthers Erfahrungen als Stadtbaurat in Ulm eine zentrale Rolle in der Diskussion über die Aufgaben der Stadtplanung, sowohl in Bezug auf die Verkehrsplanung, vor allem aber auch in Bezug auf die sozialen und politischen Dimensionen der Stadtplanung. In dem von Guther initiierten Städtebaulichen Kolloquium als interdisziplinäre Veranstaltung stellten Stadtplaner, Stadtsoziologen und Verkehrsplaner ihre Konzepte vor. Der ehemalige Frankfurter Stadtbaurat Ernst May wirkte als Honorarprofessor in der Lehre mit. Das Projekt wurde zur Basis für die Promotion der vier Forscher.
Seine interdisziplinäre Praxis führte auch zur Kooperation mit Alexander Mitscherlich und dem Sigmund-Freud-Institut in Frankfurt. Daraus entstanden im Jahr 1972 zwei Veröffentlichungen, die sich mit den Fragen „Wie sehen die Bewohner neuer Stadtteile ihre Umgebung?“ und „Planungsfehler und ihre Auswirkung auf Bewohner neuer Wohngebiete“ auseinandersetzten.
In der weiteren Entwicklung der siebziger Jahre wurde die Stadtplanung insgesamt interdisziplinärer und entwickelte sich in eine Richtung, die immer stärker auch auf die Einbindung von Planungsbetroffenen in die städtebaulichen Planungsprozesse setzte. Eine spätere Forschungsarbeit Dilchers vergleicht Stadtteilentwicklungsprojekte miteinander, die im Rahmen Städtebauförderung von Bund, Länder und Kommunen seit der Jahrtausendwende durchgeführt werden.

### Praxisorientierte Lehre
Im Rahmen der Lehre führte Dilcher, gemeinsam mit Kollegen Planungsvorhaben durch und beriet auf dieser Grundlage Städte und Gemeinden. Die Projekte wurden im Rahmen des neu gegründeten Instituts für Stadt- und Regionalentwicklung an der FH Frankfurt am Main (ISR) durchgeführt. Diese Projekte waren Teil des Lehrangebots und beinhalteten eine aktive Beteiligung von Studierenden. Das Ziel einer verstärkten Praxisorientierung der Lehre wurde auf diese Weise realisiert.
Im Rahmen der praxisorientierten Lehre wurde durch das ISR im Jahr 1996 der Jugendhilfeplan für die Stadt Hanau (Bearbeitung Dilcher und Gerd Stüwe) erarbeitet. Im Jahr 1998 wurde, ebenfalls von Dilcher und Stüwe, unter Beteiligung von Studierenden, eine Armutsberichterstattung für die Stadt Hanau entwickelt. Das Konzept der Planungsarbeit mit Studierenden ist in zwei Veröffentlichungen dargestellt: Jugendhilfeplanung – ein Projekt mit Studenten an der Fachhochschule (Sozialmagazin, Heft 11, Nov. 1994) und Jugendhilfeplanung für die Stadt Hanau (Soziale Arbeit, 6/97). 1997 bekam Dilcher (gemeinsam mit Stüwe) für die praktizierte Verbindung von Lehre und planerischer Tätigkeit bei der Entwicklung eines Jugendhilfeplans für die Stadt Hanau den Innovationspreis der FH Frankfurt am Main verliehen.
Im Mittelpunkt von Dilchers gutachterlichen Tätigkeit seit der Jahrtausendwende stand die Verknüpfung von stadt- und sozialplanerischen Aspekten im Kontext der Entwicklung in Stadtteilen mit besonderem Entwicklungsbedarf (Soziale Stadt). Bereits in den 1970er Jahren hatte sich das Bestreben, Planungsbetroffene angemessen in die Planungstätigkeit einzubeziehen, in Dilchers Tätigkeit gezeigt. Mit der Novellierung des Bundesbaugesetzes und der Programmierung des städtebaulichen Entwicklungsprogramms „Soziale Stadt“ wuchs die Bedeutung von Aktivierung und Beteiligung in den interdisziplinär angelegten Planungsprozessen. Im Rahmen der planerischen Tätigkeit des Instituts für Stadt und Regionalentwicklung an der Fachhochschule Frankfurt am Main (ISR) hat Dilcher eine Reihe von Planungsprojekten für Hessische Gemeinden durchgeführt.
Parallel zur Planungsarbeit im Rahmen des ISR arbeitete Dilcher nach seiner Pensionierung als Stadt- und Sozialplaner in Kooperation mit Planungsbüros und freischaffenden Fachleuten an Planungen sozialer Stadtteilentwicklungsprozesse. In dieser Phase entstand eine Vielzahl von Planungen für Städte und Gemeinden. Genannt seien hier: Fulda Ostend/Ziehers-Süd, Groß – Zimmern, Flörsheim am Main, Maintal-Bischofsheim, Maintal-Dörnigheim, Gießen-Nordstadt, Rüsselsheim Dicker Busch, Ludwigshafen-Süd, Heidelberg - Emmertsgrund, Hattersheim am Main, Frankfurt – Sossenheim, Frankfurt – Grießheim.

### Partizipation in Planungsprozessen
In engem Zusammenhang mit seiner Lehr-, Forschungs- und Planungstätigkeit steht die Entwicklung von sozialraumorientierten Nachhaltigkeitsstrategien unter Einbindung bzw. Beteiligung von Bewohner.
Bereits in den siebziger Jahren war ein zentrales Motiv von Dilchers Planungstätigkeit die Beteiligung der von der Planung betroffenen Bevölkerung. So wurden bei der Sanierung in Bockenheim die Interessen der Planungsbetroffenen von einem sogenannten Advokaten-Planer wahrgenommen. Dilcher übertrug gemeinsam mit seinen Kooperationspartnern das in den USA entwickelte Modell des Advocacy Planning auf die Frankfurter Verhältnisse. Der Advokaten-Planer wurde nicht bei der Stadt Frankfurt, sondern bei einem freien Träger angestellt. Er wurde aus Sanierungsmitteln finanziert und förderte die Beteiligung der Planungsbetroffenen. Die Aufgabe des Advokaten-Planers bestand u. a. darin, die Interessen von Planungsbetroffenen auch und gerade dann wahrzunehmen, wenn sie mit den Interessen der Stadt kollidierten. Auch die Erstellung eines Jugend-, eines Alten- und eines Behindertenplanes für die Stadt Frankfurt am Main in den siebziger und achtziger Jahren waren Planungen, in welche die Planungsbetroffenen einbezogen wurden. Die enge Zusammenarbeit mit Interessenvertreter der Behinderten und den Betroffenen selbst, stellte einen wichtigen Schritt in Richtung der Partizipation von Planungsbetroffenen an Planungsprozessen dar. Entscheidend war, dass die Resultate der Beteiligung zeitnah umgesetzt wurden. Hier zahlte sich die interdisziplinäre Verknüpfung der Sozialplanung aus, die ermöglichte, dass auch kurzfristig Beteiligungsergebnisse, etwa durch das Straßenamt, umgesetzt werden konnten (z. B. Absenkung von Bürgersteigen in der Innenstadt), was vor allem für Rollstuhlbenutzer eine große Erleichterung bedeutete.
Auf diese Weise entstanden Beteiligungsformate, die Bewohner von Planungsgebieten ermächtigten, selbst Befragungen durchzuführen, die dann zur Grundlage für soziale und städtebaulichen Planungen gemacht wurden. Auch die Transformation der Beteiligungsstruktur der Gießener Nordstadt im Rahmen der sozialen Stadtteilentwicklung aus dem der Gießener Nordstadtverein hervorging, ist das Ergebnis eines innovativen Transformationsprozesses unter qualifizierter und umfassender Beteiligung der lokalen Akteure und Bewohner.

## Soziales Engagement
Die bereits in der frühen Lebensphase ausgeübten sportlichen Betätigung blieben Bestandteil seiner beruflichen und gesellschaftlichen Aktivitäten. So findet sich das Klettern sowohl in seinem Lehrangebot als Hochschulprofessor wie auch in seinem sozialen Engagement als Vorstandsmitglied der Aktionsgemeinschaft Soziale Arbeit (AGS), einem gemeinnützigen Träger der Jugendhilfe, der sich der Kriminalprävention sowie der Erlebnispädagogik widmet.
Dilcher war insbesondere an der Entwicklung und Gründung eines Weiterbildungsangebots Erlebnispädagogik in der Sozialen Arbeit (gemeinsam mit Kollegen aus dem Fachbereich Sozialarbeit und Fachleuten aus der Praxis) beteiligt.
Seine interdisziplinäre Orientierung führte Dilcher zur Mitbeteiligung bei der Gründung der Vereinigung für Stadt-, Regional- und Landesplanung e. V. SRL (Link auf SRL). Eine Vereinigung, die sich in interdisziplinärer Orientierung auch sozialen Fragestellungen widmet.

## Publikationen und Berichte
- Planende Verwaltung und die Qualifikation von Planern, Stadtbauwelt 29, 29. März 1971 Verfasser: Rainer Dilcher, Rainer Funke, Lorenz Rautenstrauch, Walter Siebel.
- Wie sehen die Bewohner neuer Stadtteile ihre Umgebung?, Verfasser Heide Berndt, Rainer Dilcher, Lorenz Rautenstrauch, Werk, 12/1972.
- „Planungsfehler und ihre Auswirkung auf Bewohner neuer Wohngebiete, dargestellt am Beispiel Gravenbruch“, Verfasser Heide Berndt, Rainer Dilcher, Lorenz Rautenstrauch, BMST I 4-704 102-38.
- Interdisziplinäre Studiengänge für Stadtplaner, Verfasser Rainer Dilcher, 87 S., 1974, Schriftenreihe des Bundesministers für Raumordnung, Bauwesen und Städtebau, 03.025 – Forschungsauftrag BMBau St II 4-704102-48 (1974).Interdisziplinäres Zusammenwirken bei der Ausbildung von Stadt-, Regional- und Landesplanern der Schriftenreihe des Bundesministers für Raumordnung, Bauwesen und Städtebau, BM Bau St ii 4-704102-48 (1974) Forschungsbeauftragte: Prof. M. Guther, Prof. Dr. M. Teschner, T. H. Darmstadt, Verfasser Teil 1: Rainer Dilcher; Verfasser Teil 2, 3 und 4: Rainer Funke, Lorenz Rautenstrauch, Walter Siebel.
- Ausbildungskonzeption und Ausbildungswirklichkeit an ausgewählten interdisziplinären Studiengängen für Stadtplaner, Dissertation am Fachbereich Architektur der TH Darmstadt zur Erlangung der Würde eines Dr.-Ing., Rainer Dilcher 1975.
- Der Planer - Der Beruf des Stadtplaners, Verfasser: Rainer Dilcher, Lorenz Rautenstrauch, In: Labyrinth Stadt, Planung und Chaos im Städtebau, Ein Handbuch für Bewohner, Hrsg.: Michael Andritzky, Peter Becker, Gert Selle (Hrsg.) 1975.
- Dritter kommunaler Altenplan, Herausgeber: Der Dezernent für Soziales, Jugend und Wohnungswesen der Stadt Frankfurt am Main, Bearbeitung: Dilcher u. a., gemeinsam mit der Arbeitsgemeinschaft Sozialplanung, Frankfurt am Main, März 1981.
- Ambulante und Mobile Dienste für ältere Menschen in Frankfurt am Main, Herausgeber: Der Dezernent für Soziales, Jugend und Wohnungswesen, Koordination Dilcher u. a. gemeinsam mit der AG – Sozialplanung Frankfurt am Main, März 1981.
- Vorsorge, Früherkennung, Frühförderung – die ersten sechs Lebensjahre, Stadt Frankfurt am Main, Herausgeber: Der Dezernent für Soziales, Jugend und Wohnungswesen, Bearbeitung: Dilcher u. a. in Zusammenarbeit mit dem Stadtgesundheitsamt und dem Stadtschulamt, Frankfurt am Main, 1982.
- Jugendarbeit Frankfurter Vereine, Herausgeber: Der Dezernent für Soziales, Jugend und Wohnungswesen. Bearbeitung Dilcher, Frankfurt am Main 1984.
- Jugendplan, Herausgeber: Der Dezernent für Soziales, Jugend und Wohnungswesen der Stadt Frankfurt am Main, Bearbeitung Dilcher u. a. zusammen mit der Planungsgruppe Jugendplan, Frankfurt am Main 1987.
- Älter werden in Zeppelinheim – Eine Grunduntersuchung im Auftrag der Stadt Neu – Isenburg, Verfasser: Rainer Dilcher, Heiner Schäfer, Büro für Sozialplanung Darmstadt, Neu – Isenburg 1993.
- Jugendhilfeplanung – ein Projekt der Fachhochschule, Verfasser: Rainer Dilcher, Gerd Stüwe, Sozialmagazin (Juventa), November 1994.
- Zukunft gestalten - Jugendhilfeplan für die Stadt Hanau, Verfasser: Rainer Dilcher, Gerd Stüwe, Heiner Schäfer, Bd. 48, Frankfurt am Main, Fachhochschulverlag 1996 (ISBN 3-931297-063)
- Jugendhilfeplanung für die Stadt Hanau – Konzept und Durchführung, Verfasser: Rainer Dilcher, Gerd Stüwe, in: Soziale Arbeit 6/97, Eigenverlag Deutsches Institut für soziale Fragen, 1997.
- Armutsberichterstattung für die Stadt Hanau, Verfasser: Rainer Dilcher, Gerd Stüwe, Heiner Schäfer, Anja Spriestersbach, Fachhochschule Frankfurt am Main, Fachhochschulverlag 1998.
- „Tatort“ Erlebnispädagogik – Spurensicherung, Qualifizierung, Einsatzorte, Handwerkszeug, Gerd Stüwe, Rainer Dilcher (Hrsg.), Fachhochschulverlag 1998, Bd. 50 (ISBN 3-931297-10-1).
- Quartiersanalyse und Handlungskonzept für den Stadtteil Sossenheim – Siedlung im Rahmen des kommunalen Programms „Frankfurt Soziale Stadt“ – Neue Nachbarschaften, Verfasser: Rainer Dilcher, Therese Neuer – Miebach, Arbeiterwohlfahrt Kreisverband Frankfurt am Main (Auftraggeber). Frankfurt am Main 2001.
- Aktivierende Befragung für den Stadtteil Südring in Hattersheim am Main, Rainer Dilcher, Caritasverband Main-Taunus (Auftraggeber), Hattersheim am Main 2001.
- Vergleichende Untersuchung zu den Projekten des kommunalen Programms „Frankfurt Soziale Stadt – Neue Nachbarschaften“ unter Einbeziehung des Projektes „Fulda Aschenberg“, Verfasser: Rainer Dilcher, Peter Straß, Auftraggeber: Fachhochschule Frankfurt am Main, Fachhochschule Frankfurt am Main 2003.
- Vorbereitende Untersuchungen im Stadtteil Emmertsgrund, Bearbeitung: Rainer Dilcher zusammen mit den Büros Frank + Kramer und Wick + Partner, Stadt Heidelberg (Auftraggeberin), Heidelberg 2003.
- Integriertes Handlungskonzept für den Stadtteil „Siedlung“ in Hattersheim am Main, Rainer Dilcher, Caritasverband Main-Taunus (Auftraggeber), Hattersheim 2004.
- Integriertes Handlungskonzept Rüsselsheim Stadtteil Dicker Busch II, Erarbeitung Rainer Dilcher, Anne-Christin Scheiblauer, Stadt Rüsselsheim (Auftraggeberin), Rüsselsheim 2004.
- Aktivierende Befragung im Stadtteil Griesheim – Nord in Frankfurt am Main, Rainer Dilcher, Internationaler Bund (Auftraggeber), Frankfurt am Main, 2005.
- 54 Projekte für die Nordstadt Integriertes Handlungskonzept, Teil 3. 128 S., Universitätsstadt Gießen (Auftraggeberin) 2005, Bearbeitung: Dilcher zus. mit bdfw Urbane Konzepte.
- Vorbereitende Untersuchungen für den Stadtteil Ludwigshafen – Süd, Erarbeitung Rainer Dilcher, Heiner Schäfer, Frank + Kramer, Stadt Ludwigshafen (Auftraggeberin), Ludwigshafen am Rhein 2007.
- Strukturierung und Begleitung der Verstetigung der Sozialen Stadt in der Gießener Nordstadt, Rainer Dilcher, Peter Straß, Stadt Gießen (Auftraggeberin), Universitätsstadt Gießen 2008.
- Energetische Sanierung von Großwohnsiedlungen auf der Grundlage von Integrierten Stadtentwicklungskonzepten, Auftraggeber Bundesministerium für Verkehr, Bau und Stadtentwicklung, Bearbeitung der Teilkonzepte Stadtentwicklung und Partizipation Rainer Dilcher u. a., Berlin 15. Juli 2009.
- Sozialraumanalysen für die Stadtteile Bischofsheim – Rechts vom Kreuzstein und Dörnigheim – Westend, Verfasser Rainer Dilcher, Heiner Schäfer, Peter Straß, Stadt Maintal (Auftraggeberin), Stadt Maintal 2010.
- Integriertes Handlungskonzept für die Gemeinde Groß - Zimmern, Verfasser: Rainer Dilcher, Heiner Schäfer, bdfw. Urbane Konzepte, Gemeinde Groß Zimmern (Auftraggeberin), Gemeinde Groß Zimmern 2011.
- Konzept zur Sicherung wichtiger Strukturen der Sozialen Stadt in der Universitätsstadt Gießen, Verfasser: Rainer Dilcher, Peter Straß, bdfw Urbane Konzepte, Stadt Gießen (Auftraggeberin), Universitätsstadt Gießen, 2011.
- Sozialraumanalyse für die Stadt Flörsheim am Main, Verfasser: Rainer Dilcher, Heiner Schäfer, Peter Straß, UmbauStadt, Stadt Flörsheim (Auftraggeberin), Stadt Flörsheim am Main 2014.
- Integriertes Handlungskonzept für die Stadtteile Ostend und Ziehers – Süd, Verfasser: UmbauStadt, Rainer Dilcher, Peter Straß, Stadt Fulda (Auftraggeberin), Stadt Fulda 2016.